# Cardamine porphyrophylla
Cardamine porphyrophylla là một loài thực vật có hoa trong họ Cải. Loài này được Ekman ex Urb. mô tả khoa học đầu tiên năm 1925.